# Керестури, Франц Францевич
Франц Францевич Керестури (венг. Keresztúri Ferenc; 17 (28) мая 1735, Шарошпаток близ Кашау (Королевство Венгрия) — 16 (28) февраля 1811, Москва) — российский медик венгерского происхождения, ординарный профессор анатомии и хирургии Московского университета, доктор медицины, статский советник.

## Биография
Происходил из венгерских дворян. Рано лишился родителей. Получил домашнее образование (родители рано умерли, не оставив Керестури средств на обучение в университетах). В молодости преимущественно занимался изучением латинского языка и усвоил его до такой степени, что писал на нём свободно и изящно.
Окончил Пештский университет и летом 1762 года прибыл в Москву на заработки. Был зачислен в Московскую госпитальную школу (1762), где обучался у известного врача и естествоиспытателя К. И. Щепина. Получил степень подлекаря (1763). Сдал экзамен на степень лекаря-хирурга (1764). Медицинская коллегия намеревалась отправить Керестури в Бахмут для работы в карантине, но благодаря покровительству куратора Московского университета В. Е. Адодурова в январе 1765 года Керестури был принят в Московский университет на должность прозектора медицинского факультета и лекаря университетского госпиталя. С 1768 года начал преподавать анатомию, хирургию и повивальное искусство. Занимался устройством университетского анатомического театра.
Вскоре стал одним из самых известных врачей, был более известен как практикующий врач, нежели как учёный. Его постоянными пациентами были кураторы и ректоры университета. В 1772 году Медицинская коллегия произвела его в штаб-лекари.
В период эпидемии чумы (1770—1771) вместе с другими врачами Московского университета лечил больных в наиболее заражённых районах Москвы. В награду за самоотверженный труд получил (1772) от Медицинской коллегии звание protochirurgus’a (протохирурга — первого хирурга). С 1777 года — экстраординарный профессор, с 1778 — ординарный профессор анатомии и хирургии Московского университета.
В 1784 году за диссертацию «Рассуждение о необходимости познания жизни для того, чтобы яснее обнаружить внутреннюю природу человеческого тела» произведён в доктора медицины.
С началом университетской реформы (1803) Керестури первым был избран на должность декана медицинского факультета, но в 1805 году вынужден по болезни оставил преподавание. Возглавлял кафедру анатомии до 1805 года. Был членом академии естествоиспытателей «Леопольдина» с 1781 года.
В 1804 году был избран президентом основанного M. H. Муравьёвым Общества соревнования врачебных и физических наук.
Напечатал несколько речей — все на латинском языке, которым владел в совершенстве. Керестури первым стал проводить со студентами систематические занятия на трупах; ввёл эксперименты на животных.
С 1803 года перенёс несколько инсультов, что и стало причиной его смерти 16 (28) февраля 1811 года. Похоронен на участке № 5 Введенского кладбища вместе с женой Софией.
Женился в первый раз 16 июня 1764 года, на Екатерине Ортлебен. После её смерти в ноябре 1783 года женился вторично, на Софье Шварц (1763—1838). От первого брака младенчество пережила одна дочь; сын от второго брака — подполковник Николай Францевич (1792—1822).

### Научные взгляды
Научные взгляды Керестури ясно представлены в темах трёх его выступлений на торжественных собраниях Московского университета. В речи «О необходимости и полезной помощи человеку на сохранение его здоровья» (1778) Керестури выступил сторонником материалистической традиции в медицине, идущей от античных мыслителей (Лукреций), высказав основанное на проведённых им самим опытов заключение об анатомическом и функциональном различии чувствительных и двигательных нервов. Речь «О познании жизни с целью более ясного освещения внутреннего характера человеческого тела» (1783) Керестури посвятил вопросам соотношения ощущения и познания, а также устройства человеческого тела, где сказался его несколько механистический подход к проблеме. В речи «Об медицинской инспекции и её применении в России» (1795) Керестури представил один из первых трудов по гигиене в Европе.
Керестури первым в России определил принципы гигиенического обслуживания, подчёркивая, что превентивные меры, принимаемые против эпидемических заболеваний не менее ценны, чем работа лечащего врача. Призывал увеличить число лекарей, хирургов, госпиталей и аптек, а также к удалению из городов кладбищ, больниц и других источников эпидемий, считал важным правильность условий хранения продуктов питания, недопустимость использования медной и свинцовой посуды.